# Convention fiscale
Pour les articles homonymes, voir DTT.
Une convention fiscale (aussi convention relative à la double imposition ; en anglais, double taxation treaty ou DTT) est un traité entre deux pays visant à éviter la double imposition des personnes et des entreprises. En particulier, elle définit comment est déterminée la résidence fiscale, c'est-à-dire le lieu d'imposition, de sorte que le citoyen ou l'entreprise d'un pays résidant dans un autre pays ne soit pas imposé une fois dans chaque pays pour le même revenu.